# Développement du système digestif
Le développement du système digestif chez l'embryon humain concerne l'épithélium du système digestif et les dérivés du parenchyme, qui proviennent de l'endoderme. Le tissu conjonctif, les composants musculaires et les composants péritonéaux proviennent du mésoderme. Différentes régions du tube intestinal telles que l'œsophage, l'estomac, le duodénum, etc. sont spécifiées par un gradient d'acide rétinoïque qui provoque l'expression de facteurs de transcription propres à chaque région. La différenciation de l'intestin et de ses dérivés dépend des interactions réciproques entre l'endoderme intestinal et le mésoderme environnant. Les gènes Hox dans le mésoderme sont induits par une voie de signalisation Hedgehog sécrétée par l'endoderme intestinal et régulent l'organisation crânio-caudale de l'intestin et ses dérivés. Le système intestinal s'étend de la membrane oropharyngée à la membrane cloacale et est divisé en intestin antérieur, intestin moyen et intestin postérieur.

## Soulèvement de l'embryon

Soulèvement de l'embryon

À la fin de la troisième semaine, apparaît le tube neural, qui est un pli d’une des couches du disque germinal trilaminaire, appelé ectoderme. Cette couche s'élève et se ferme dorsalement, tandis que le tube intestinal s'enroule et se ferme ventralement pour créer un « tube au-dessus d'un tube ». Le mésoderme, qui est une autre couche du disque germinal trilaminaire, maintient les tubes ensemble et le mésoderme de la plaque latérale, la couche intermédiaire du disque germinal, se divise pour former une couche viscérale associée à l'intestin et une couche pariétale qui, avec le l'ectoderme sus-jacent, forme la paroi latérale du corps. L'espace entre les couches viscérales et pariétales du mésoderme de la plaque latérale est la cavité corporelle primitive. Lorsque la paroi latérale du corps se plie, elle se déplace ventralement et fusionne au niveau de la ligne médiane. La cavité corporelle se ferme, sauf au niveau de la tige de connexion. Ici, le tube intestinal maintient un attachement au sac vitellin. Le sac vitellin est un sac membraneux attaché à l'embryon, qui fournit des nutriments et fonctionne comme le système circulatoire du tout premier embryon.
La paroi latérale du corps se plie, entraînant l'amnios avec elle de sorte que l'amnios entoure l'embryon et s'étend sur la tige de connexion, qui devient le cordon ombilical qui relie le fœtus au placenta. Si la paroi ventrale du corps ne se ferme pas, des anomalies de la paroi ventrale du corps peuvent en résulter, telles qu'une ectopie cardiaque, une malformation congénitale dans laquelle le cœur est anormalement situé à l'extérieur du thorax. Un autre défaut est le laparoschisis, une anomalie congénitale de la paroi abdominale antérieure à travers laquelle le contenu abdominal dépasse librement. Une autre possibilité est l’exstrophie vésicale, dans laquelle une partie de la vessie est présente à l’extérieur du corps. Dans des circonstances normales, le mésoderme pariétal formera la couche pariétale de membranes séreuses tapissant l'extérieur (parois) des cavités péritonéale, pleurale et péricardique. La couche viscérale formera la couche viscérale des membranes séreuses recouvrant les poumons, le cœur et les organes abdominaux. Ces couches sont continues à la racine de chaque organe puisque les organes se trouvent dans leurs cavités respectives. Le péritoine, une membrane sérique qui forme la muqueuse de la cavité abdominale, se forme dans les couches intestinales et, par endroits, les mésentères s'étendent à partir de l'intestin sous forme de doubles couches de péritoine. Les mésentères permettent aux vaisseaux, aux nerfs et aux tissus lymphatiques d'accéder aux organes. Initialement, le tube intestinal depuis l'extrémité caudale de l'intestin antérieur jusqu'à l'extrémité de l'intestin postérieur est suspendu à la paroi dorsale du corps par le mésentère dorsal. Le mésentère ventral, dérivé du septum transverse, existe uniquement dans la région de la partie terminale de l'œsophage, de l'estomac et de la partie supérieure du duodénum.

## Diaphragme et cavité thoracique
Lors de la formation du cœlome, les viscères intrapéritonéaux qui donneront l'intestin sont fixés aux mésoderme de la paroi ventrale de l'embryon, dans les autres régions longeant le tube intestinals le mésenchyme se disperse graduellement jusqu'à laisser une fine couche de méso dorsal bilaminaire. Le diaphragme divise la cavité corporelle en cavité thoracique et cavité abdominale. Il se développe à partir de quatre composants : le septum transverse (tendon central), les membranes pleuropéritonéales, le mésentère dorsal de l'œsophage et les composants musculaires des somites situés aux niveaux cervicaux de la paroi corporelle. Puisque le septum transverse est situé initialement en face des segments cervicaux de trois à cinq, et que les cellules musculaires du diaphragme proviennent des somites de ces segments, le nerf phrénique, qui innerve le diaphragme, naît également de ces segments de la moelle épinière. La cavité thoracique est divisée en cavité péricardique et en deux cavités pleurales pour les poumons par les membranes pleuropéricardiques.

## Divisions du tube intestinal
À la suite du repliement céphalocaudal et latéral de l'embryon, une partie de la cavité du sac vitellin bordée d'endoderme est incorporée dans l'embryon pour former l'intestin primitif. Dans les parties céphaliques et caudales de l’embryon, l’intestin primitif forme respectivement un tube, l’intestin antérieur et l’intestin postérieur. La partie médiane, l'intestin moyen, reste reliée temporellement au sac vitellin au moyen du canal vitellin. Ces trois régions de l'embryon sont délimitées par le tronc coeliaque qui dessert l'intestin antérieur, l'artère mésentérique supérieure qui dessert l'intestin moyen et l'artère mésentérique inférieure qui dessert l'intestin postérieur.

### Contrôle génétique de la régionalisation de l'intestin
Lors de la gastrulation l'endoderme est exposé à un gradient crânio-caudal dans la région crânial les inhibiteurs de BMP et WNT sont exprimés graduellement de façon décroissante, à l'opposé dans la région caudale l'expression de BMP, WNT et FGF et croissante par rapport à la région crâniale. L'acide rétinoïque pourrait contrôler l'expression des facteurs de transcription PDX1 et CDX qui contrôle l'établissement du pancréas. 

### Intestin antérieur
L'intestin antérieur donne naissance à l'œsophage, à la trachée, aux bourgeons pulmonaires, à l'estomac et au duodénum à proximité de l'entrée des voies biliaires. De plus, le foie, le pancréas et l'appareil biliaire se développent comme des excroissances de l'épithélium endodermique de la partie supérieure du duodénum. Étant donné que la partie supérieure de l'intestin antérieur est divisée par la cloison trachéo-œsophagienne en l'œsophage en arrière et en trachée et les bourgeons pulmonaires en avant, une déviation de la cloison peut entraîner des ouvertures anormales entre la trachée et l'œsophage. Les cordons épithéliaux hépatiques et le système biliaire se développant dans le septum transverse se différencient en parenchyme. Les cellules hématopoïétiques (présentes dans le foie en plus grand nombre avant la naissance qu'après), les cellules de Kupffer et les cellules du tissu conjonctif proviennent du mésoderme. Le pancréas se développe à partir d’un bourgeon ventral et d’un bourgeon dorsal qui fusionnent ensuite pour former le pancréas définitif. Parfois, les deux parties entourent le duodénum (pancréas annulaire), provoquant une constriction de l'intestin.

#### Formation et rotation de l'estomac
Chez l'Homme au cours de la quatrième semaine, on observe une partie légèrement dilatée de l'intestin antérieur à l'extrémité inférieure du septum transversum, aux 26éme jour l'intestin antérieur thoracique s'allonge de façon accéléree, l'estomac s'éloigne alors des bourgeons pulmonaires et se dilate en une structure fusiforme. La paroi dorsale s'agrandit alors à une vitesse plus rapide que la paroi ventrale donnant la grande courbure de l'estomac qui donnera ensuite naissance au fundus et à l'incisure cardiale tandis que la paroi ventrale se déforme pour donner la petite courbure de l'estomac.
Au cours du processus d'allongement et de croissance, le canal intestinal se hernie et se tourne. La hernie (du latin signifiant « rupture ») a lieu vers 7 semaines et demie chez l'embryon humain et fait référence à la rétraction de l'intestin du cœlome du nombril extra-embryonnaire vers l'abdomen.
Le canal intestinal tourne de 90° (dans le sens inverse des aiguilles d'une montre en regardant de la queue à la tête) autour de l'axe crânio-caudal dans la même direction que le cœur. Selon la théorie de la torsion axiale, la rotation fait partie d’une torsion complexe qui implique le corps entier pour tous les animaux vertébrés. Lors de cette torsion, la région antérieure de la tête tourne de 90° dans le sens inverse des aiguilles d'une montre, le corps de 90° dans le sens des aiguilles d'une montre, à l'exception du cœur et les intestins. En conséquence, l'embryon se tourne sur le côté. Le cerveau antérieur se retourne par rapport au corps tandis que le cœur et les intestins (qui ne participent pas à la torsion) se tournent dans le sens inverse des aiguilles d'une montre par rapport au corps,.
Cette torsion a pour effet :
- La grande courbure se place du côté gauche et la petite courbure du côté droit
- Les plexus vagaux gauche et droit deviennent les troncs vagaux postérieurs et antérieurs
- Les fibres des plexus vagaux se mêlent de façon que les plexus vagaux renferment les fibres des plexus situés dans la partie crâniale
- L'ébauche du duodénum prend la forme d'un C et se déplace vers la droite et prend contact avec la paroi dorsale du corps, le duodénum devient alors rétropéritonéal[3].

La rotation de l'estomac et la fusion du duodénum créent sur la face dorsale une niche nommée bourse omentale de la cavité péritonéale qui se distingue alors de la cavité péritonéale. La bourse omentale s'élargit par la croissance du mésogastre dorsal qui relie l'estomac et la paroi postérieure du corps et qui va donner le grand omentum. La partie de la bourse omentale située du côté dorsale de l'estomac devient alors le récessus supérieur de la bourse omentale et la cavité antérieure du grand omentum de la partie supérieure. Ce dernier disparait alors progressivement lors des étapes de fusion des feuillets antérieurs et postérieurs du grand omentum.

#### Foie et vésicule biliaire
À partir du 22éme jour, la plaque hépatique se développe sur la face ventrale du duodénum à partir de cellule du mésoderme. Elles engagent une importante prolifération cellulaire pour former le diverticule hépatique. Il croit alors dans les cellules mésenchymateuses qui donnera le septum transverse, le diverticule hépatique va donner les premières cellules hépatiques (hépatoblastes). Ces cellules sont multipotentes, elles expriment certains marqueurs de la lignée hépatocytaire sous l'action de différente voie de signalisation elles vont former les cellules hépatocytes, les canicules biliaires et les conduits hépatiques. Au même moment le tissu de soutien du foie se développe à partir des cellules du septum transverse, du mésoderme splanchnique. Le mésoderme cardiogénique, l'endothélium et les cellules mésenchymateuses transmettent des facteurs de croissance (VEGF, BMP, FGF).
Les cellules souches hématopoïétiques provenant de la vésicule vitelline vont venir coloniser le foie par multiplication cellulaire, les hépatoblastes et les cellules du stroma conjonctif créée un environnement nécessaire à l'hématopoïèse puis plus tard dans le développement ces fonctions hématopoïétiques sont transférées aux organes périphériques, les hépatocytes peuvent alors mettre en route leurs fonctionnements de cellules du foie par l'activation de certains gènes. Pendant la suite du développement embryonnaire les hépatocytes vont proliférer puis cette prolifération va diminuer graduellement et s'arrêter à la naissance ou l'influence de facteurs génétiques tels que l'EGF et l'HGF.
À partir du 26éme jour, un diverticule cystique se forme à partir de cellules de l'endoderme sur la face ventrale du duodénum, ce diverticule cystique vont former la vésicule biliaire et le conduit cystique.

#### Pancréas

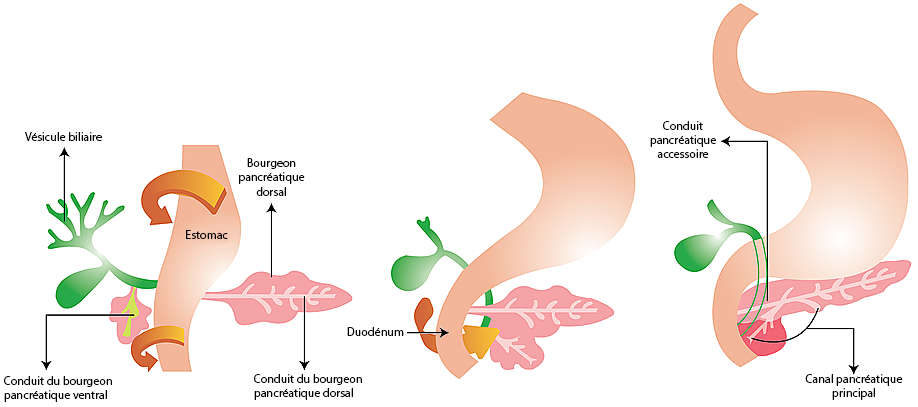
Développement du pancréas. (A) Rotation du bourgeon pancréatique ventral avec l’estomac et le duodénum vers la droite. (B) Les bourgeons pancréatique ventral et dorsal fusionnent. (C) Le canal pancréatique principal sortant via le bourgeon ventral vers le duodénum. Le bourgeon ventral donne naissance à un processus unciné et à une partie de la tête du pancréas. Le bourgeon dorsal donne naissance au reste du pancréas.

À partir du 26éme jour, à l'opposé de la plaque hépatique sur le duodénum le bourgeon pancréatique dorsal commence à ce développé qui donnera le pancréas dorsal composant la tête, le corps et la queue du pancréas. Il est suivi peu de temps après par le bourgeon pancréatique ventral situé dans le méso dorsale il donnera le pancréas ventral ainsi que le conduit cholédoque. L'endoderme pancréatique entre alors en multiplication cellulaire formant plusieurs couches entourées du mésoderme qui l'entoure. Le mésoderme interagit pendant l'ensemble de la période embryonnaire en stimulant la croissance et la différentiation du pancréas grâce à des interactions cellulaires et l'envoie de facteur de transcription incluant FGF10, ISL1 et PBX1. Pendant ce développement, chez l'Homme le bourgeon pancréatique ventral et le conduit biliaire commun effectue une rotation autour du duodénum pour atteindre le méso dorsal, lors de la sixième semaine les deux bourgeons pancréatiques fusionnent pour donner le pancréas, les conduits du bourgeon du pancréas dorsal disparait et le conduit du pancréas ventral donne le canal pancréatique principal et se fixe à la papille duodénale majeure.

#### Rate
Lors de l'expansion du mésogastre dorsal de la bourse omentale, une condensation mésenchymateuse se forme à proximité de la paroi corporelle. Au cours de la cinquième semaine du développement humain, cette condensation se différencie pour former la rate. On peut observer la formation de petites condensations spléniques : les rates accessoires à proximité de la rate accessoire. La rotation de l'estomac a pour conséquence de déplacer la rate du côté gauche de la cavité abdominale, elle permet également la formation d'une connexion péritonéale entre la rate et le rein gauche : le ligament spléno-rénal et la portion du méso dorsale à relier la rate à l'estomac forment le ligament gastro-splénique.

### Intestin moyen
L'intestin moyen forme l'anse intestinale primaire, à partir de laquelle part le duodénum distal jusqu'à l'entrée du canal biliaire. La boucle continue jusqu'à la jonction des deux tiers proximaux du côlon transverse avec le tiers distal. À son sommet, l'anse primaire reste temporairement en connexion ouverte avec le sac vitellin par le canal vitellin. Au cours de la sixième semaine, l'anse se développe si rapidement qu'elle fait saillie dans le cordon ombilical (hernie physiologique) donnant l'anse intestinale primitive. La partie crâniale deviendra les futur jéjunum et iléon, la partie caudale donnera le côlon ascendant et transverse. À son sommet l'anse intestinale se fixe au nombril par le conduit vitellin. Le jéjunum et iléon en développement forme les replis nommés anses jéjuno-iléales, le caecum émet l'appendice iléo-cæcal.
À la 10ème semaine, il retourne dans la cavité abdominale. Pendant que ces processus se produisent, l’anse de l’intestin moyen tourne de 270° dans le sens inverse des aiguilles d’une montre. Les anomalies courantes à ce stade de développement comprennent les restes du canal vitellin, l'incapacité de l'intestin moyen à retourner dans la cavité abdominale, la malrotation, la sténose et la duplication de parties.

### Intestin postérieur
L'intestin postérieur donne naissance à la région allant du tiers distal du côlon transverse jusqu'à la partie supérieure du canal anal. La partie distale du canal anal provient de l'ectoderme. L'intestin postérieur pénètre dans la région postérieure du cloaque (futur canal ano-rectal) et l'allantoïde pénètre dans la région antérieure (futur sinus urogénital). Des anomalies dans la taille de la région postérieure du cloaque déplacent l'entrée de l'anus vers l'avant, provoquant des fistules et des atrésies rectovaginales et rectourétrales. Le septum urorectal divise les deux régions et la rupture de la membrane cloacale recouvrant cette zone assure la communication vers l'extérieur pour l'anus et le sinus urogénital. La prolifération cellulaire dans le septum est contrôlée via l'expression de Shh, en effet son absence entraine le blocage de la division du cloaque en un sinus urogénital et anorectal. Le sinus urogénital pourrait donner naissance à la vessie, le segment phallique ainsi qu'a une étroite portion urétrale qui donnera l'urètre membraneux et prostatique chez l'Homme ou l'urètre membraneux chez la femme. Le segment phallique devient l'urètre pénien et donnera chez la femme l'urètre membraneux et le vestibule du vagin. Ces organes urogénitaux proviennent donc d'un épithélium de l'endodermes. 
Lors de la rupture de la membrane cloacale, le mésoderme adjacent au segment phallique se développe pour donner le tubercule génital qui donnera le phallus. Cette rupture entraine également l'agrandissement du toit du segment phallique le long de la face inférieure du tubercule génital formant la plaque urogénitale tandis que son plancher disparait. La plaque urogénital donnera chez la femme le vestibule génital et chez l'homme l'urètre pénien, des plis urogénitaux peuvent alors se former symétriquement à cette plaque induite par la croissance du mésoderme sous-ectodermique adjacent.
Après la formation de l'orifice anorectal, les parois se resserrent et le mésenchyme entourant la membrane anale se développe soulevant la membrane pour former le proctodéum. La jonction dans le canal anal entre la partie provenant de l'intestin postérieur et la partie provenant dépression anale se caractérise par la ligne pectinée chez l'adulte, cette dualité d'origine se retrouve également dans la vascularisation provenant respectivement des vaisseaux mésentériques inférieurs et des vaisseaux iliaques internes.

## Formation de la paroi gastro-intestinale

### Epithélium intestinal
Le tube intestinal est composé de cellules de l'endoderme qui vont donnés les cellules épithéliales et la lumière, du mésoderme splanchnique qui va donné les muscles lisses et les tuniques conjonctives et l'ectoderme qui va donné les parties les plus crâniales et caudale de la lumière. La formation de l'épithélium glandulaire suit un axe radial, il garde à l'origine du développement une morphologie uniforme jusqu'à l'intervention des interactions épithélio-mésenchymateuses orchestré par le contrôle génétique de la régionalisation entrainant des cytodifférentiations des cellules de l'endoderme. Les cellules de l'épithélium se développent alors en plusieurs couches pour former un épithélium pseudostratifié. Son épaississement se fait jusqu'à une quasi-obturation de la lumière du tractus intestinale, un phénomène d'extension-convergence similaire au processus impliqué lors de la gastrulation et de la neurulation est responsable de l'apparition de lumières secondaire dans la couche épithéliale. Ces lumières vont progressivement converger vers la lumière principale.

### Couche externe et innervation
L'innervation du tractus gastro-intestinal est assurée par le système nerveux entérique qui est composé de corps neuronaux dans la paroi intestinale et des neurones extrinsèques dans les ganglions sympathiques, parasympathiques et sensitifs. Les ganglions se répartissent en deux couches principales : le plexus de meissner et le plexus d'Auerbach. Chez l'Homme, certains neurones sont également présents dans la lamina propria. Les ganglions de la chaine sympathique proviennent des fibres sympathiques postganglionnaires, elles vont suivre les vaisseaux du tractus gastro-intestinal pour pénétrer la paroi intestinale. Le tronc cérébral va donner les axones des neurones préganglionnaires parasympathiques qui vont emprunter le nerf vague est venir innervés les neurones post ganglionnaire dans les régions de l'œsophage de l'estomac et de l'intestin. Les neurones des ganglions pelviens vont eux donner l'innervation de l'intestin postérieur. Le niveau occipital cervical de la crête neurale va former les neurones vagaux et aux cellules gliales de l'intestin.

### Contrôle génétique
Les gènes Sonic hedgehog (Shh) et Indian hedgehog (Ihh) vont contrôlé le devenir de cet épithélium, ils sont à l'origine exprimée toutes les deux dans l'épithélium puis l'expression de Shh ce restreint à l'endoderme intervilleux ou il va stimulé la production de BMP par le mésoderme sous-jacent. Shh et Ihh en coopération pourrait également contrôlé la formation du muscle lisse du tractus gastro-intestinale via le contrôle de l'expression du gène SMAP et à la colonisation du plexus entérique par la migration des cellules de la crête neurale grâce aux contrôle du gène GDNF. Les protéines BMP vont contrôler la prolifération et la condensation mésenchymateuse nécessaire à la formation des villosités intestinales, l'épithélium est progressivement converti en un simple épithélium cylindrique depuis l'estomac jusqu'au côlon avec des villosités de taille variable en fonction de leurs positions dans l'axe crânio-caudal, BMP4 sous l'effet d'Shh et Ihh dans le mésenchyme va induire la formation pattern neuronal. On observe également une invagination de l'endoderme dans le mésoderme nécessaire à la formation des futures cryptes. Au niveau de l'estomac, les villosités sont remplacées par une invagination dans le mésoderme pour former les orifices des futures glandes gastriques.

## Régulation moléculaire
La spécification régionale du tube intestinal en différents composants se produit pendant le temps où les plis latéraux du corps rapprochent les deux côtés du tube. Différentes régions du tube intestinal sont initiées par l'acide rétinoïque, du pharynx au côlon. Cette acide rétinoïque provoque l’expression de facteurs de transcription dans différentes régions du tube intestinal. Ainsi, SOX2 précise l'œsophage et l'estomac ; PDX1 spécifie le duodénum ; CDXC précise l'intestin grêle ; CDXA précise le gros intestin et le rectum.
La différenciation de l'intestin et de ses dérivés dépend des interactions réciproques entre l'endoderme intestinal (épithélium) et le mésoderme environnant (une interaction épithéliale-mésenchymateuse). Les gènes Hox du mésoderme sont induits par le SHH sécrété par l'endoderme intestinal et régulent l'organisation crânio-caudale de l'intestin et ses dérivés. Une fois que le mésoderme est spécifié par ce code, il demande à l'endoderme de former des composants des régions de l'intestin moyen et postérieur, telles que l'intestin grêle, le caecum, le côlon et le cloaque.

## Mésentère
Des parties du tube intestinal et de ses dérivés sont suspendues à la paroi corporelle dorsale et ventrale par des mésentères, doubles couches de péritoine qui entourent un organe et le relient à la paroi corporelle. De tels organes sont appelés intrapéritonéaux, tandis que les organes situés contre la paroi postérieure du corps et recouverts de péritoine sur leur face antérieure uniquement sont considérés comme rétropéritonéaux. Ainsi, les mésentères sont des doubles couches de péritoine qui passent d'un organe à un autre ou d'un organe à la paroi corporelle sous la forme d'un ligament péritonéal. Les mésentères fournissent des voies aux vaisseaux, aux nerfs et aux structures lymphatiques vers et depuis les viscères abdominaux.
Initialement, l’intestin antérieur, l’intestin moyen et l’intestin postérieur sont en contact étendu avec le mésenchyme de la paroi abdominale postérieure. À la cinquième semaine, le pont du tissu conjonctif s'est rétréci et la partie caudale de l'intestin antérieur, l'intestin moyen et une majeure partie de l'intestin postérieur sont suspendus à la paroi abdominale par le mésentère dorsal, qui s'étend à partir de l'extrémité inférieure de l'œsophage. à la région cloacale de l'intestin postérieur. Dans la région de l'estomac, il forme le mésogastre dorsal ou grand omentum. Dans la région du duodénum, il forme le mésoduodénum dorsal ; et dans la région du côlon, il forme le mésocôlon dorsal. Le mésentère dorsal, des anses jéjunales et iléales, forme le mésentère proprement dit.
Le mésentère ventral, situé dans la région de la partie terminale de l'œsophage, de l'estomac et de la partie supérieure du duodénum, dérive du septum transverse. La croissance du foie dans le mésenchyme du septum transverse divise le mésentère ventral en petit omentum, s'étendant de la partie inférieure de l'œsophage, de l'estomac et de la partie supérieure du duodénum jusqu'au foie et au ligament falciforme, s'étendant du foie à la paroi ventrale du corps.